# Jill Wahlqvist
Jill Ulrika Wahlqvist (3 gennaio 1958) è un'ex sciatrice alpina svedese.

## Biografia
Specialista dello slalom gigante, Jill Wahlqvist vinse il titolo nazionale svedese nel 1976 e nel 1977; in Coppa Europa nella stagione 1976-1977 fu 2ª nella classifica di specialità. Non prese parte a rassegne olimpiche e non ottenne piazzamenti in Coppa del Mondo o ai Campionati mondiali.

## Palmarès

### Campionati svedesi
- 2 ori (slalom gigante nel 1976; slalom gigante nel 1977)[1]